# Alfa Romeo C38
Chronologie des modèles (2019)
Sauber C37 Alfa Romeo C39
L'Alfa Romeo C38 est la monoplace de Formule 1 conçue par l'écurie suisse Sauber et engagée sous la dénomination Alfa Romeo Racing dans le cadre du championnat du monde de Formule 1 2019. La paire de pilotes, inédite, est composée du Finlandais Kimi Raïkkönen et de l'Italien Antonio Giovinazzi.

## Création de la monoplace
L'Alfa Romeo C38 est présentée le 18 février 2019 lors des essais hivernaux sur le Circuit de Barcelone.

## Résultats en championnat du monde de Formule 1
| Saison | Écurie            | Moteur                             | Pneus   | Pilotes            | Courses | Courses | Courses | Courses | Courses | Courses | Courses | Courses | Courses | Courses | Courses | Courses | Courses | Courses | Courses | Courses | Courses | Courses | Courses | Courses | Courses | Points inscrits | Classement |
| Saison | Écurie            | Moteur                             | Pneus   | Pilotes            | 1       | 2       | 3       | 4       | 5       | 6       | 7       | 8       | 9       | 10      | 11      | 12      | 13      | 14      | 15      | 16      | 17      | 18      | 19      | 20      | 21      | Points inscrits | Classement |
| ------ | ----------------- | ---------------------------------- | ------- | ------------------ | ------- | ------- | ------- | ------- | ------- | ------- | ------- | ------- | ------- | ------- | ------- | ------- | ------- | ------- | ------- | ------- | ------- | ------- | ------- | ------- | ------- | --------------- | ---------- |
| 2019   | Alfa Romeo Racing | Ferrari V6 turbo Tipo 064 EVO 1.6L | Pirelli |                    | AUS     | BAH     | CHI     | AZE     | ESP     | MON     | CAN     | FRA     | AUT     | GBR     | ALL     | HON     | BEL     | ITA     | SIN     | RUS     | JAP     | MEX     | USA     | BRE     | ABU     | 57              | 8e         |
| 2019   | Alfa Romeo Racing | Ferrari V6 turbo Tipo 064 EVO 1.6L | Pirelli | Kimi Raïkkönen     | 8e      | 7e      | 9e      | 10e     | 14e     | 17e     | 15e     | 7e      | 9e      | 8e      | 12e     | 7e      | 16e     | 15e     | Abd.    | 13e     | 12e     | Abd.    | 11e     | 4e      | 13e     | 57              | 8e         |
| 2019   | Alfa Romeo Racing | Ferrari V6 turbo Tipo 064 EVO 1.6L | Pirelli | Antonio Giovinazzi | 15e     | 11e     | 15e     | 12e     | 16e     | 19e     | 13e     | 16e     | 10e     | Abd.    | 13e     | 18e     | 18e*    | 9e      | 10e     | 15e     | 14e     | 14e     | 14e     | 5e      | 16e     | 57              | 8e         |

Légende : ici
- *Le pilote n'a pas terminé la course mais est classé pour avoir parcouru 90% de la distance prévue